# 开罗大学

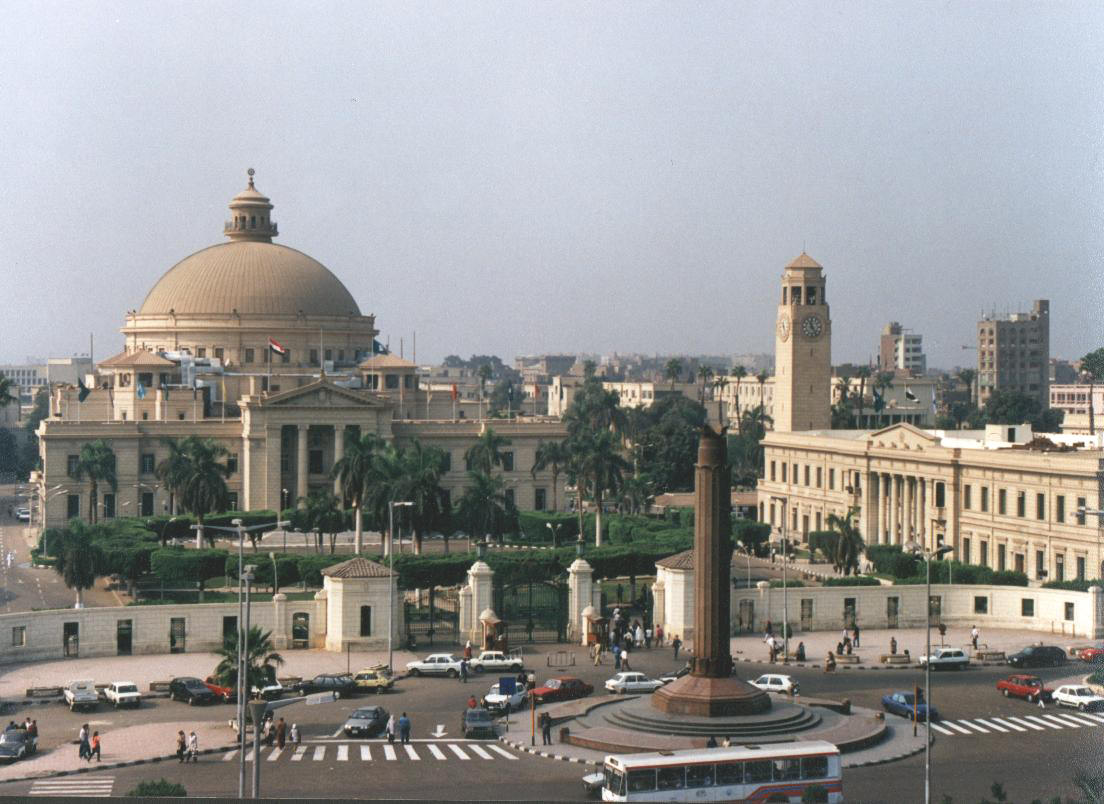
開羅大學

开罗大学（阿拉伯語：جامعة القاهرة），前身是埃及大学（1908-1940）、福阿德一世大学（1940 - 1952）。正式成立于1908年12月21日，是埃及和整个阿拉伯世界最古老的高等教育机构之一。

## 歷史

### 起源
作为一个在19世纪开始的埃及民族主义运动的主要的分支，一些埃及的国家领导人，启蒙运动的先驱和社会思想家呼吁建立超越宗教领域的学科进行教学（如爱资哈尔大学）的埃及大学。
在20世纪初一些埃及的社会思想家例如穆罕穆德·阿布杜胡（英語：Muhammad Abduh），穆斯塔法·卡米勒（英語：Mustafa Kamil），穆罕穆德法·法理德（英語：Mohammed Farid），卡西姆·艾敏（英語：Qasim Amin）和萨阿德·宰赫鲁里（英語：Saad Zaghloul）呼吁建立成为自由主义思想的灯塔、在各个知识领域的和基础综合性学术起到复兴的作用的埃及大学，以便能够应对与国际科学界和学术界的进步。
但是随即遭遇各方的压力和反对，例如埃及的实际控制者第一代克罗默伯爵埃弗林·巴林以及保守派人士。
但是亦有支持者，有五人被认是埃及大学的播种者：
- 保皇派认为是亲王艾哈迈德福阿德。
- 民族主义者和爱国者认为是首相穆斯塔法·卡米勒
- 乌玛党人（英語：Umma Party）和华夫脱党人（英語：Wafd Party）认为是萨阿德·宰赫鲁（英語：Saad Zaghloul）、穆罕穆德·阿布杜胡、卡西姆·艾敏的贡献。

但是早期的建议被认为是来自亚美尼亚官员雅各布阿廷（英語：Yaqub Artin），和叙利亚记者乔治·宰丹（英語：Jurji Zaydan），在1894年雅各布阿廷建议建立可成为的一所大学的基础的高等专业学校。乔治·宰丹建议了在他心目中的新式的大学两款方案。
1900年，希拉勒建议成立埃及高等学院"Egyptian College School"，使埃及人不必远赴欧洲求学。 另一种模式是美国传教士在贝鲁特成立的叙利亚新教学院。
1908年，穆斯塔法·卡米勒和卡西姆·艾敏相继去世。埃及末代君主阿拔斯二世·希尔米帕夏接手这个项目。
1908年12月21日，在宪法协商议会（阿拉伯語：مجلس شورى القوانين）礼堂在阿巴斯二世和其他一些官员和知名人士主持参与下，埃及大学正式成立。首任校长是埃及著名思想家和哲学家艾哈迈德·鲁提菲·赛义德。

### 沿革
- 1925年3月11日颁布法令，以国立大学的名义建立的埃及大学，并且是四个学院组成：艺术，科学，医药和法律。同年包括了医学院和药学院。
- 1935年5月22 日颁布的皇家91号法令：工程，农业和高等贸易，兽医学校并入埃及大学。
- 1940年5月23日第27号法令改埃及的大学名称为福阿德一世大学。
- 1953年9月28日颁布了一项法令，改变了大学的名称福阿德一世大学为开罗大学
- 1996年成立了计算机与信息学院。

## 开罗大学的核心学院
以下学院是构成开罗大学雏形的核心学院。
| 排位 | 院系                           | 成立年份 |
| ---- | ------------------------------ | -------- |
| 1    | 工程学院                       | 1816年   |
| 2    | 医学院                         | 1827年   |
| 3    | 药学院                         | 1829年   |
| 4    | 兽医学院                       | 1827年   |
| 5    | 农业学院                       | 1823年   |
| 6    | 法学院                         | 1868年   |
| 7    | 阿拉伯语言文学与伊斯兰研究学院 | 1872年   |
| 8    | 商学院                         | 1837年   |

## 學術單位
目前开罗大学设有27个院系机构。
- 工程学院
- 医学院
- 计算与信息学院
- 药学院
- 农学院
- 理学院
- 政治经济学学院
- 新闻学院
- 考古学院
- 文学院[1]
- 商学院
- 特殊教育学院
- 护理学院
- 法学院
- 物理治疗学院
- 牙医学院
- 兽医学院
- 阿拉伯语言文学与伊斯兰研究学院
- 幼儿教育学院
- 统计研究院
- 非洲研究学院
- 国家癌症研究所
- 城市与区域规划学院
- 教育研究研究所
- 究所全国激光科学研究所
- 开放教育中心
- 开罗大学阿拉伯语语言文化中心

## 著名校友
- 薩達姆·海珊：前伊拉克總統。
- 納吉布·馬哈福茲：諾貝爾文學獎得主。
- 布特羅斯·加利：前聯合國秘書長。
- 穆罕默德·巴拉迪：國際原子能總署總幹事。
- 亞西爾·阿拉法特：已故巴勒斯坦自治政府主席
- 艾曼·扎瓦希里：基地组织第2任首领
- 札希·哈瓦斯：知名埃及考古學家。
- 小池百合子：日本著名女政治家
- 穆罕默德·穆尔西：埃及第一位民选总统
- 哈桑·班纳：埃及穆斯林兄弟会创始人伊斯兰思想家及社会活动家。
- 赛义德·库特布：第二任兄弟会领导人